# + piekło + niebo +
+ piekło + niebo + – trzeci album studyjny polskiego piosenkarza WaluśKraksaKryzys. Wydawnictwo ukazało się 20 października 2023 nakładem wytwórni muzycznej Mystic Production.
Album jest utrzymany w stylu muzyki rock. Składa się z wersji standardowej (1 CD).
Płyta zadebiutowała na 13. miejscu polskiej listy sprzedaży – OLiS.
W 2024 wydawnictwo zostało laureatem nagrody polskiego przemysłu fonograficznego Fryderyka w kategorii: Album roku rock.

## Lista utworów
Opracowano na podstawie materiału źródłowego.
| + piekło + niebo + – Wersja standardowa | + piekło + niebo + – Wersja standardowa             | + piekło + niebo + – Wersja standardowa |
| Nr                                      | Tytuł utworu                                        | Długość                                 |
| --------------------------------------- | --------------------------------------------------- | --------------------------------------- |
| 1.                                      | „Dolce Vita”                                        | 1:43                                    |
| 2.                                      | „Stany lękowe i deficyty dopaminy”                  | 4:05                                    |
| 3.                                      | „Kawałek dla Marcina P.”                            | 3:51                                    |
| 4.                                      | „Siła w poczuciu bezradności” (oraz Koza)           | 3:10                                    |
| 5.                                      | „+ piekło + niebo +”                                | 3:51                                    |
| 6.                                      | „Coś niecoś” (oraz Zdechły Osa)                     | 3:52                                    |
| 7.                                      | „Plan B”                                            | 5:26                                    |
| 8.                                      | „Kawałek o zmianie stanu...!”                       | 4:27                                    |
| 9.                                      | „Ciąg dalszy kawałka o zmianie stanu...!”           | 4:17                                    |
| 10.                                     | „Cierpienie od losu”                                | 5:43                                    |
| 11.                                     | „Zazwyczaj myślę o sobie w kontekście twojej osoby” | 5:00                                    |
| 12.                                     | „+ tydzień w tydzień +”                             | 4:48                                    |
| 13.                                     | „Gdybym wtedy wiedział to, co teraz wiem”           | 4:07                                    |
|                                         |                                                     | 54:20                                   |

## Pozycja na liście sprzedaży

### Pozycja na liście tygodniowej
| Kraj   | Lista (2023)  | Najwyższa pozycja |
| ------ | ------------- | ----------------- |
| Polska | OLiS – albumy | 13                |

## Wyróżnienia
| Rok  | Konkurs        | Kategoria       | Rezultat | Źr.   |
| ---- | -------------- | --------------- | -------- | ----- |
| 2024 | Fryderyki 2024 | Album roku rock | Wygrana  | [ 3 ] |